# Rezerwat przyrody „Norskij”
Rezerwat przyrody „Norskij” (ros. Государственный природный заповедник «Норский») – ścisły rezerwat przyrody (zapowiednik) w obwodzie amurskim w Rosji. Znajduje się w rejonie sielemdżynskim. Jego obszar wynosi 2111,68 km², a strefa ochronna 98,68 km². Rezerwat został utworzony decyzją rządu Federacji Rosyjskiej z dnia 2 lutego 1998 roku. Dyrekcja rezerwatu znajduje się w miejscowości Fiewralsk.

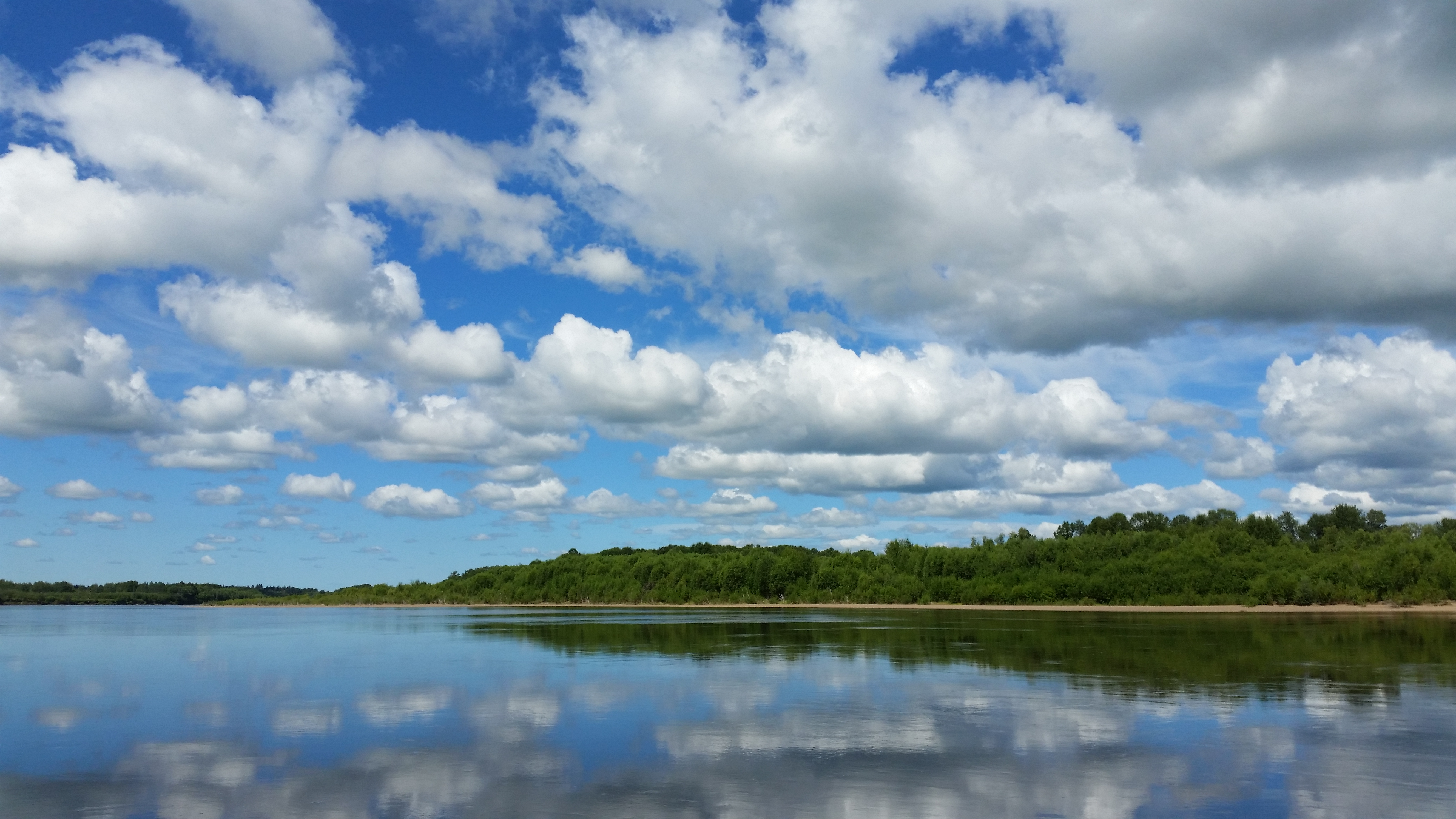
Rzeka Selemdża

## Opis
Rezerwat znajduje się między rzekami Selemdża i Nora. Zajmuje południowe zbocza pasma górskiego Dżagdy i przyległą do nich część Równiny Amursko-Zejskiej. Na południu rezerwatu dominuje teren płaski. Część północna pokryta jest wzgórzami do wysokości 370 m n.p.m. Większa część rezerwatu to bagnista równina z dużą ilością jezior.
Rezerwat znajduje się w strefie wiecznej zmarzliny. Klimat jest kontynentalny. Średnia temperatura stycznia to -30 °C (minimalna -52 °C), a lipca +20 °C.

## Flora
Lasy zajmują około 54% powierzchni rezerwatu. Rośnie w nich głównie modrzew dahurski i brzoza brodawkowata, a także m.in.: różanecznik dahurski, borówka brusznica, cytryniec chiński. W południowej części rezerwatu rośnie też brzoza czarna. Na rozlewiskach rzecznych rośnie lipa wonna, klon ginnala, wiąz z gatunku Ulmus laciniata, berberys z gatunku Berberis amurensis, miesięcznik dahurski, a także eleuterokok kolczasty. Prawie całą resztę terytorium rezerwatu zajmują bagna.
Łącznie we florze rezerwatu występuje 513 gatunków roślin naczyniowych.

## Fauna
Na terenie rezerwatu odnotowano 310 gatunków kręgowców: 38 gatunków ssaków, 232 gatunki ptaków, 31 gatunków ryb, 5 gatunków płazów, 4 gatunki gadów.  
Jednym z głównych celów powstania rezerwatu była ochrona jednej z największych na świecie migrującej populacji saren syberyjskich. Sarny te przeważnie prowadzą osiadły tryb życia. Tutaj jednak wiosną od 5 do 7 tysięcy saren przeprawia się przez rzekę Norę i na terenie rezerwatu przebywa do jesieni. Rodzą się tu młode, a gdy nadchodzi zima znów przeprawiają się przez rzekę w drodze do cieplejszych miejsc, na południe.
Z ssaków najliczniejsze w rezerwacie są m.in.: łoś euroazjatycki, niedźwiedź brunatny, norka amerykańska, piżmak amerykański. Rzadziej spotyka się tygrysa syberyjskiego, piżmowca syberyjskiego, jelenia szlachetnego, polatuchę syberyjską i rosomaka tundrowego.
Z ptaków wpisanych do Czerwonej księgi gatunków zagrożonych (IUCN) żyją tu m.in.: żuraw mandżurski, żuraw biały, żuraw białogłowy, bocian czarnodzioby, puchacz japoński, puchacz śnieżny.